# Eclissi solare del 10 settembre 1923
L'eclissi solare del 10 settembre 1923, di tipo totale, è un evento astronomico che ha avuto luogo il suddetto giorno attorno alle ore 20:47 UTC. La durata della fase massima dell'eclissi è stata di 3 minuti e 37 secondi e l'ombra lunare sulla superficie terrestre raggiunse una larghezza di 167 km. Il punto di massima totalità si è avuto nelle acque appena al largo della costa della California, a sud di Monterey e ad ovest di Santa Barbara.
L'eclissi del 10 settembre 1923 divenne la seconda eclissi solare nel 1923 e la 53ª nel XX secolo. La precedente eclissi solare si è verificata il 17 marzo 1923, la seguente il 5 marzo 1924.
L'eclissi solare totale è passata attraverso l'isola giapponese di Šiaškotan (passata sotto l'egida russa dopo la seconda guerra mondiale), gli Stati Uniti, il Messico, l'Honduras britannico, le Isole del cigno Honduregne, l'isola Serranilla e l'isola di Bajo Nuevo colombiane. L'eclissi solare parziale ha coperto la maggior parte del nord America e alcune aree circostanti.

## Percorso e visibilità

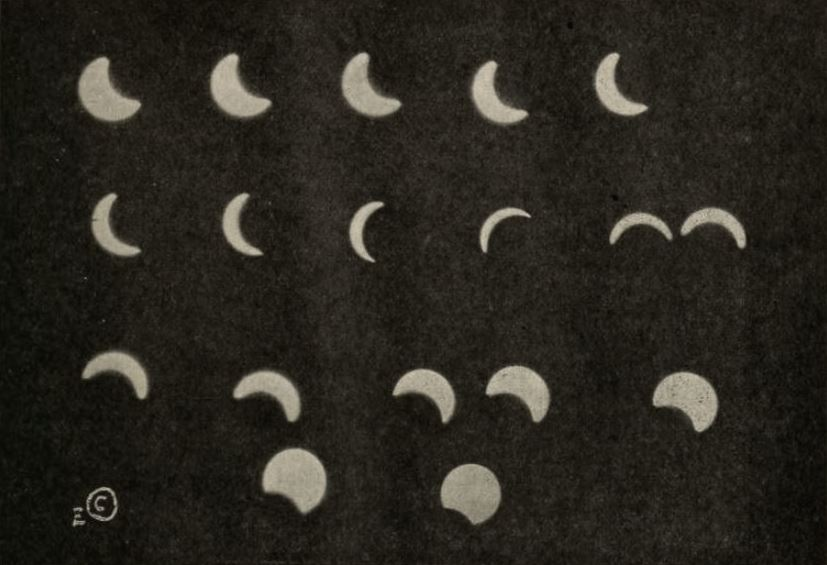
Fasi dell'eclissi riprese da Mount Diablo, nord California

L'evento di eclissi è iniziato all'alba locale nell'arcipelago giapponese delle isole Curili, ora appartenente alla Russia, 50 km a nord dell'isola Šiaškotan, nel Pacifico.
In seguito l'ombra lunare ha sfiorato l'estremo angolo sud-est dell'isola e dopo avere attraversato la linea internazionale del cambio di data si è gradualmente spostata a sud est, raggiungendo il momento di massima eclissi a circa 100 chilometri sud-ovest della contea di San Luis Obispo, in California. Diagonalmente ha attraversato il Messico, il Golfo del Messico meridionale e la penisola dello Yucatan. Dopo aver coperto diverse piccole isole nel Mar dei Caraibi è terminata sull'isola venezuelana La Blanquilla al tramonto.

## Osservazioni a fini scientifici

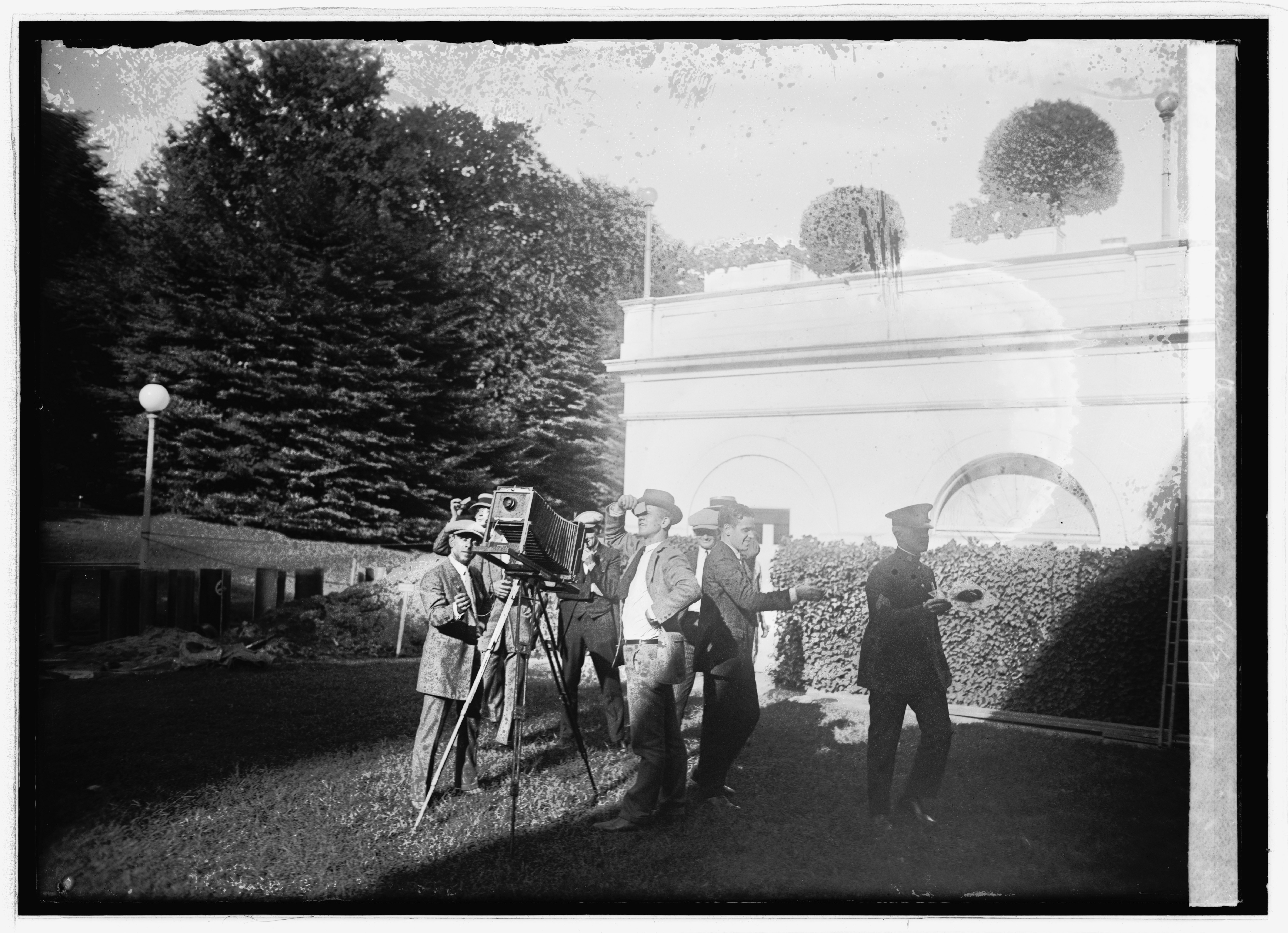
Negativo su vetro di osservatori intenti a riprendere l'eclissi

Alcuni gruppi organizzati si sono recati in luoghi topici per studiare l'evento. Membri dell'osservatorio Yerkes si sono recati sull'isola di Santa Catalina presso le Channel Islands in California, per osservare l'eclissi solare totale. Il gruppo di osservazione dell'Università dell'Arizona si è recato a Puerto Libertad a Sonora, in Messico, sulla costa orientale del Golfo di California, per fotografare la corona. Il gruppo di osservazione dell'Osservatorio Sproul si è recato a Yerbanís, nello stato di Durango, in Messico.

## Eclissi correlate

### Eclissi solari 1921 - 1924
Questa eclissi è un membro di una serie semestrale. Un'eclissi in una serie semestrale di eclissi solari si ripete approssimativamente ogni 177 giorni e 4 ore (un semestre) in nodi alternati dell'orbita della Luna.

### Ciclo di Saros 143
L'evento fa parte del ciclo di Saros 143, che si ripete ogni 18 anni, 11 giorni, contenente 72 eventi. La serie è iniziata con un'eclissi solare parziale il 7 marzo 1617 e un evento totale dal 24 giugno 1797 al 24 ottobre 1995. Comprende eclissi ibride dal 3 novembre 2013 al 6 dicembre 2067 ed eclissi anulari dal 16 dicembre 2085 al 16 settembre 2536. La serie termina al membro 72 con un'eclissi parziale il 23 aprile 2873. La durata più lunga della totalità è stata di 3 minuti e 50 secondi il 19 agosto 1887. Tutte le eclissi di questa serie si verificano nel nodo ascendente della Luna.